# Эванс, Роберт
Роберт Эванс (настоящая фамилия Шапира, 29 июня 1930 — 26 октября 2019) — американский актёр и кинопродюсер, который в 1967—1974 годах заведовал кинопроизводством студии Paramount Pictures. Продюсировал фильмы Р. Поланского и Ф. Ф. Копполы, среди которых «Ребёнок Розмари», «Китайский квартал» и «Крёстный отец».

## Карьера
Сын зубного врача из Гарлема, 26-летний Роберт Шапира был замечен Нормой Ширер у бассейна в Беверли-Хиллс и предложен ею на роль её покойного мужа, Ирвинга Тальберга, в фильме «Человек с тысячью лиц» (1957). Год спустя Дэррил Занук прислал телеграмму со словами «Парень остается в картине» и настоял, чтобы Эвансу дали роль в экранизации романа Хэмингуэя «И восходит солнце», несмотря на противодействие самого писателя. Последняя заметная актёрская работа Эванса — мелодрама 1959 года «Всё самое лучшее».
В 1966 году Эванс купил права на экранизацию книги Р. Торпа «Детектив». Его успешная работа над экранизацией романа (с Фрэнком Синатрой) впечатлила дельцов киноиндустрии, которые как раз в это время уволили прежнее руководство Paramount Pictures. Мало кому известный Эванс получил кресло руководителя кинопроизводства. Под его наблюдением 9-я по величине студия Америки превратилась в самое успешное предприятие Голливуда. В 1969 году он женился на Эли Макгроу, звезде спродюсированного им фильма «История любви».
Со временем Эванс добился от хозяев студии беспрецедентного разрешения работать также в качестве независимого продюсера. Его первая самостоятельная продюсерская работа, «Китайский квартал», собрала богатый урожай кинонаград и имела большой успех в прокате.
Во второй половине десятилетия деловая хватка Эванса и его продуктивность ослабевают — не в последнюю очередь из-за проблем с наркотиками. В 1980 году Эванс и его брат были признаны виновными в сбыте кокаина; чтобы доказать суду своё раскаяние, он даже снял телеролик о вреде наркотиков. В 1983 году грянул новый скандал — заказное убийство продюсера Роя Рэдина, с которым Эванс работал над фильмом «Клуб «Коттон»». Эванс попал в число подозреваемых, но наотрез отказался давать показания по этому делу.
В 2010-х годах Эванс вел ток-шоу на Sirius Satellite Radio. В 1994 году выпустил автобиографию под названием "The Kid Stays in the Picture" (англ., рус. Парень остается в картине).
Роберт Эванс умер 26 октября 2019 года.

## Личная жизнь
Эванс был женат семь раз, в том числе на Камилле Спарв в 1965 году, своей протеже Эли Макгроу в 1969—1973 годах, «мисс Америке» Филлис Джордж в 1977—1978 годах и Кэтрин Оксенберг в 1998 году. Сын от брака с Макгроу, Джош Эванс (род. 1971), известен ролью в фильме «Рождённый четвёртого июля».
Эксцентричная манера поведения, отличающая Эванса, не раз привлекала внимание творческих людей. Он послужил прототипом беспринципного кинодельца из фильма Орсона Уэллса «Другая сторона ветра», героя Дастина Хоффмана в фильме «Плутовство» и героя Мартина Ландау в телесериале «Красавцы».
Брат — предприниматель Чарльз Эванс (1926—2007).